# Chicago, Burlington and Quincy Railroad
Le Chicago, Burlington and Quincy Railroad (sigle de l'AAR: CBQ) était un important chemin de fer de classe I qui opérait dans le Midwest des États-Unis. Communément appelé le Burlington, ou le « Q », le Burlington Route desservait de vastes régions, incluant les États du Colorado, de l'Illinois, de l'Iowa, du Kentucky, du Missouri, du Montana, du Nebraska, et du Wisconsin ; de plus grâce à ses filiales comme le Colorado and Southern Railway, le Fort Worth and Denver Railway, et le Burlington-Rock Island Railroad, il avait également accès au Nouveau-Mexique et au Texas. Ses premières connexions comprenaient les villes de Chicago (Illinois), Minneapolis (Minnesota), Saint Paul (Minnesota), Saint-Louis (Missouri), Kansas City (Missouri), et Denver (Colorado). Grâce à l'étendue de ses lignes dans le Midwest et les États montagneux, le « Q » utilisait les slogans suivants : « Everywhere West », « Way of the Zephyrs », et « The Way West ».
Le 2 mars 1970, il fusionna avec le Great Northern Railway, le Northern Pacific Railway et le Spokane, Portland and Seattle Railway pour donner naissance au Burlington Northern Railroad.

## Histoire

### 1848-1882
L'Aurora Branch Railroad, sous la pression des citoyens d'Aurora (Illinois) et de Batavia (Illinois), fut créé par l'Assemblée générale de l'Illinois le 2 octobre 1848, car le Galena and Chicago Union Railroad (G&CU) évitait leurs villes au profit de West Chicago. La ligne fut construite à partir d'Aurora, traversant Batavia pour aller vers Turner Junction, devenu West Chicago. Utilisant des locomotives et des wagons de location, et des voies usagées de piètre qualité, l'Aurora Branch Railroad finit par faire circuler ses trains de voyageurs et de fret d'Aurora vers Chicago ; mais pour cela, il devait une fois arrivé à Turner Junction, utiliser une des doubles voies du Galena and Chicago Union Railroad pour relier Chicago. En contrepartie, le G&CU demandait à l'Aurora Branch de lui verser 70 % de ses revenus sur le tonnage transporté. Cela motiva l'Aurora Branch à rechercher une meilleure route vers Chicago à partir du milieu des années 1850. En 1862, une nouvelle ligne d'Aurora vers Chicago, construite en passant par les toutes récentes villes de Naperville (Illinois), Downers Grove (Illinois), Hinsdale (Illinois), Berwyn (Illinois) et reliant la partie ouest de l'agglomération de Chicago, fut ouverte aux voyageurs et au fret.
Un service régulier de train de banlieue commença dès 1863. De nos jours, ce service est toujours en exploitation, ce qui en fait le plus ancien train de banlieue de Chicago. On notera également que les droits de circulation sur l'ancienne ligne de l'Aurora Branch ainsi que sur la nouvelle, sont toujours utilisés par le BNSF, successeur du CB&Q.
Avec des acquisitions régulières de locomotives, de wagons, d'équipements et de voies, le Burlington Route fut capable d'entrer sur le marché boursier en 1862. À partir de cette date, cette compagnie sera la seule de classe I, à toujours payer ses dividendes et ne connaitra ni endettement ni problèmes de d'emprunts. Après avoir planifié l'extension de son réseau, l'Aurora Branch changea son nom en Chicago and Aurora Railroad en juin 1852, puis en Chicago, Burlington, and Quincy Railroad en 1856, et rapidement il relia Burlington (Iowa) et Quincy (Illinois).
En 1868, le CB&Q acheva ses ponts sur le Mississippi River, à Burlington et Quincy, permettant la connexion avec le Burlington and Missouri River Railroad (B&MR) dans l'Iowa, et avec le Hannibal and St Joseph Railroad (H&StJ) dans le Missouri. Le premier train postal fut inauguré sur le H&StJ pour trier le courrier durant la traversée du Missouri, pour le donner ensuite au Pony Express après avoir atteint la rivière Missouri à Saint Joseph (Missouri). Le B&MR continua à construire vers l'ouest, et fonda dans le Nebraska en 1869, le Burlington and Missouri River Rail Road (B&MRR). Durant l'été 1870, il relia Lincoln, récemment désignée pour être la capitale du Nebraska, et en 1872, il atteignit  Kearney (Nebraska). La même année, le B&MR, traversant l'Iowa, fut absorbé par le CB&Q. Au même moment, un pont sur la rivière Missouri à Plattsmouth (Nebraska), acheva le réseau du B&MRR dans le Nebraska ; ce qui était important pour rejoindre Denver (Colorado). La même année, le B&MRR traversant le Nebraska, fut racheté par le CB&Q qui acheva la ligne vers Denver en 1882; la première ligne directe Chicago/Denver était née.

### 1882-1901

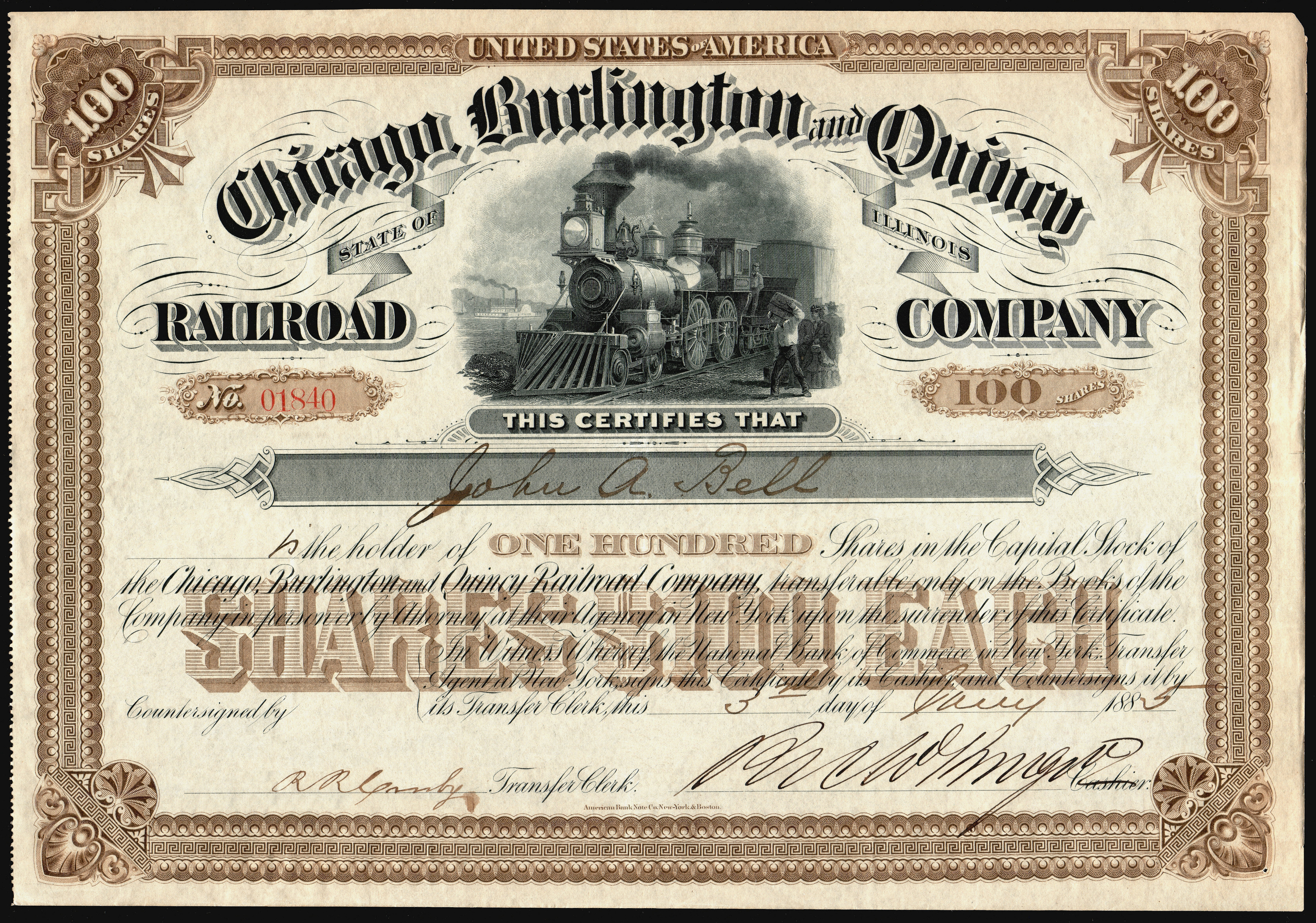
Action de 1885

L'expansion rapide du Burlington après la Guerre de Sécession, était due à son management financier, dominé par John Murray Forbes de Boston et de son assistant Charles Elliott Perkins. Perkins était un administrateur puissant qui finit par tripler la taille du réseau du Burlington durant sa présidence entre 1881 et 1901. Finalement, Perkins pensait que le Burlington devait intégrer un réseau transcontinental puissant. Bien que le Burlington s'étendait à l'ouest jusqu'à Denver (Colorado) et Billings (Montana), il ne parvint pas à atteindre la côte pacifique bien que les coûts de construction des années 1880 et 1890 restèrent bas. Bien qu'il fût approché par E.H. Harriman de l'Union Pacific Railroad, Perkins pensait que le Burlington irait mieux avec le Great Northern Railway de James J. Hill (en). En effet, le Burlington réalisait une connexion naturelle entre Chicago (le plus important hub américain) et les Twin Cities, où se trouvait le quartier général de Hill à Saint Paul (Minnesota). De plus Hill était disposé à investir dans le Burlington. Durant l'année 1900, le Great Northern Railway de Hill, en coordination avec le Northern Pacific Railway, finit par avoir 100 % des actions du Burlington. En 1901, Harriman à la suite de sa mise à l'écart, essaya d'avoir une influence indirecte sur le Burlington en lançant un raid sur les actions du Northern Pacific. James J. Hill œuvra pour repousser cette attaque sur son réseau nouvellement créé.

### 1901-1945

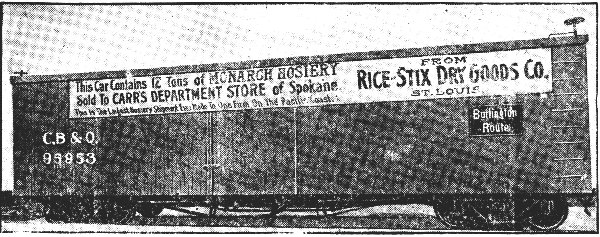
Wagon du CB&Q, vers 1909. "Ce wagon contient 12 tonnes de bonneterie Monarch"

Le Burlington poursuivit son extension en rachetant en 1908 le Colorado and Southern Railway et le Fort Worth and Denver Railway; il put ainsi atteindre Dallas et les villes portuaires de Houston et Galveston, situées sur le Golfe du Mexique. Le Burlington se développa également vers la vallée du Mississippi, en reliant Concord, Illinois à Paducah. Dans les années 1920, le réseau du Burlington connu son extension maximale avec plus de 19 300 km de voies réparties sur 14 états.
La Première Guerre mondiale ayant eu les mêmes effets sur le Burlington que sur toutes les autres compagnies ferroviaires, le "Burlington Route" se retrouva dans les années 1920 avec un énorme stock de matériels qui engorgeait ses dépôts. La survenue de la Grande Dépression (ou crise de 1929) imposa au CB&Q d'envoyer une grande partie de ceux-ci à la casse. Malgré la diminution des passagers, ce fut à cette période que le Q introduisit les fameux Zephyrs, et le nouveau slogan de circonstance « Way of the Zephyrs. »
En 1929 le CB&Q créa une filiale, la Burlington Transportation Company, pour exploiter un service de bus inter-urbain en complément de son réseau ferroviaire. En 1936, cette compagnie participa à la constitution du réseau Trailways Transportation System; de nos jours, elle continue d'assurer un service inter-urbain sous le nom de Burlington Trailways,.

#### La dieselisation
Dès 1897, le Q fut intéressé par des alternatives à la traction vapeur, à savoir les moteurs à combustion interne. Les ateliers d'Aurora avaient construit sans succès un moteur de 3 chevaux vapeur qui ne fut jamais fiable. Les moteurs diesels de l'époque était énormes, fixes et destinés à une marche en continu à faible vitesse. Le diesel n'était pas encore mûr pour mouvoir une locomotive.
Toujours innovant, le Q acheta d'une part chez Electro-Motive Corporation EMC, des engins combinant le gaz et l'électricité, et construisit d'autre part ses propres machines ; ces machines furent expérimentées pour faire le travail des locomotives à vapeur. Deux switchers de la General Electric furent achetées et testées également. En 1930, GM, voyant l'intérêt de développer le moteur diésel, racheta Winton Engine Company, puis son principal client, Electro-Motive Company (en 1941, leur fusion donna Electro-Motive Division).
Le Q demanda à la Winton Engine Company de mettre au point un petit et puissant moteur diesel sans entretien capable d'endurer les rigueurs d'un service quotidien en continu. Cette filiale de GM releva le défi et présenta en 1934 le moteur diesel à 8 cylindres Winton 8-201A, pas plus gros qu'une benne à ordure. Cette même année, la Budd Company, utilisa ce moteur pour équiper son prototype le CB&Q 9 900 (alias Burlington Zephyr ou Pioneer Zephyr) destiné au CB&Q qui réalisa des records. Il ouvrit la voie au développement d'une longue série de moteurs diesel qui équipèrent les locomotives produites par EMD durant les 70 ans qui suivirent.

### 1945-1970
Après la Seconde Guerre mondiale, la flotte du CB&Q était principalement constituée de locomotives à vapeur surexploitées, avec cependant un début de dieselisation. Ayant étendu rapidement son programme de dieselisation, la vapeur fut lentement écartée, et le 28 septembre 1959, la dernière locomotive à vapeur circula en tête d'un train de banlieue entre Chicago et Downers Grove, achevant ainsi l'ère de la vapeur au CB&Q.
Tandis que la santé financière des chemins de fer américains continuait de décliner durant les années 1960, le Burlington fusionna avec le Great Northern Railway, le Northern Pacific et le Spokane Portland and Seattle, le 2 mars 1970, pour constituer le Burlington Northern Railroad ; une fusion désirée de longue date par James J. Hill, fondateur du Great Northern. Puis le BN fusionna avec le Colorado and Southern en 1981, puis le Fort Worth and Denver en 1982. Depuis 1997 c'est le BNSF qui est l'héritier du CB&Q.

## Les Zephyrs du Burlington

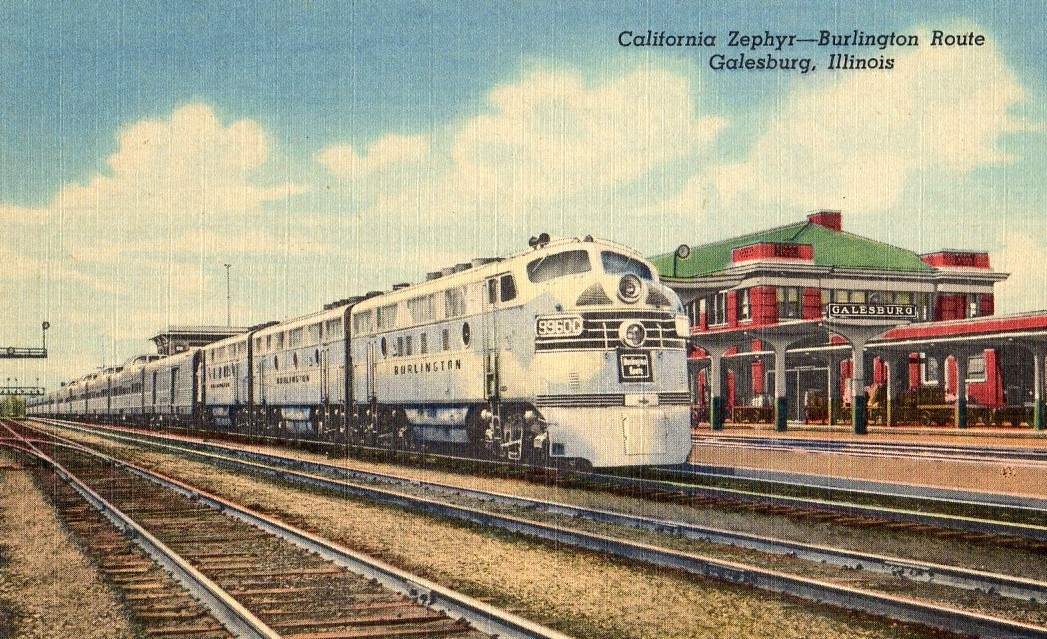
La California Zephyr, gare de Galesburg, Illinois, vers 1949.

Pour le transport de passagers, la compagnie utilisa une flotte de streamliners (les Zephyrs) qui était la plus réputée et la plus importante des États-Unis. Le « Burlington Zephyr » premier streamliner diesel-électrique d'Amérique, dont le fameux slogan était « De l'aube au crépuscule », établit un record de vitesse le 26 mai 1934 entre Denver (Colorado) et Chicago (Illinois), les deux terminus de son réseau : les 1 633 km furent couverts en 13 heures 5 minutes, à la vitesse moyenne de 124 km/h sans arrêt ; sur une portion, ce Zephyr atteignit 181 km/h. Le 11 novembre 1934, le train fut affecté au service régulier entre Lincoln, Nebraska et Kansas City, Missouri. Malgré des rames distinctives en acier inoxydable, une grande réputation et un slogan « the Way of the Zephyrs », la compagnie ne parvint pas à faire revenir les voyageurs vers le rail ; et le dernier train de voyageurs fut retiré du service avec l'avènement de l'Amtrak.
Le service Zephyr comprenait :
- le Pioneer Zephyr (Lincoln–Omaha–Kansas City) ;
- le Twin Cities Zephyr (Chicago–Minneapolis-Saint Paul) ;
- le Mark Twain Zephyr (Saint-Louis–Burlington) ;
- le Denver Zephyr (Chicago–Denver) ;
- le Nebraska Zephyr (Chicago–Lincoln) ;
- le Sam Houston Zephyr (Houston–Dallas-Fort Worth) ;
- le Ozark State Zephyr (Kansas City–Saint-Louis) ;
- le General Pershing Zephyr (Kansas City–Saint-Louis) ;
- le Silver Streak Zephyr (Kansas City–Omaha–Lincoln) ;
- le Ak-Sar-ben Zephyr (Kansas City–Omaha–Lincoln) ;
- le Zephyr-Rocket (Saint-Louis–Minneapolis-Saint Paul) ;
- le Texas Zephyr (Denver–Dallas-Fort Worth) ;
- l'American Royal Zephyr (Chicago–Kansas City) ;
- le Kansas City Zephyr (Chicago–Kansas City) ; et
- le California Zephyr (Chicago–Oakland).

D'autres trains avec dénominations incluaient :
- l'Aristocrat (Chicago–Denver) : remplaçant le Colorado Limited.
- l'Ak-Sar-Ben (Chicago–Lincoln) : remplaçant le Nebraska Limited et remplacé par l'Ak-Sar-Ben Zephyr.
- l'American Royal (Chicago–Kansas City) : remplacé par l'American Royal Zephyr.
- le Black Hawk (train de nuit Chicago–Twin Cities).
- le Coloradoan (Chicago–Denver) : remplacé par l'Aristocrat.
- le Fast Mail (Chicago–Lincoln).
- le Nebraska Limited (Chicago–Lincoln) : remplacé par l'Ak-Sar-Ben.
- l'Exposition Flyer (Chicago–Oakland) en partenariat avec le D&RGW et le WP avant le lancement du California Zephyr.
- l'Empire Builder : fleuron du Great Northern Railway, entre Chicago et Minneapolis.
- le North Coast Limited : fleuron du Northern Pacific Railway, entre Chicago et Minneapolis.
- le Mainstreeter : train transcontinental du Northern Pacific Railway, entre Chicago et Minneapolis.
- le Western Star : train transcontinental du Great Northern Railway, entre Chicago et Minneapolis.

Le California Zephyr est toujours en exploitation quotidienne par l'Amtrak, avec le train no 5 en direction de l'ouest et le no 6 en direction de l'est. Un autre train l'Illinois Zephyr, est un descendant moderne du Kansas City Zephyr et de l'American Royal Zephyr.

## Les innovations
Le Burlington était un leader dans la mise en application des innovations technologiques. Citons l'usage du télégraphe (1910), les communications radio pour les trains (1915), les trains de passagers streamliners tracté par des diesels (1934), et les voitures vista-dome (1939).
En 1927, le Burlington fut l'un des premiers à utiliser le Centralized trafic Control (CTC), et à la fin de l'année 1957, 2 400 km de voies étaient équipées par ce type de signalisation avancée.
Le Q avait une des plus grandes gares de triage située à Chicago à Western Avenue Yard, où une tour permettait à un opérateur de commander tous les aiguillages à distance.

## Les villes fondées par le CB&Q
Massena (État de New York) et Pacific Junction (Iowa).

### Sources
1. "Northern Securities Decision Northern Securities Co. v. United States at Cornell Law School's Supreme Court Collection.
2. Bryant, Keith L., Jr., Editor. Encyclopedia of American Business History and Biography, Railroads in the Twentieth Century. New York: Facts on File, 1990.
3. Frey, Robert L., Editor. Encyclopedia of American Business History and Biography, Railroads in the Nineteenth Century. New York: Facts on File, 1988.
4. Hidy, Ralph W., et al. The Great Northern Railway, A History. Boston, MA: Harvard Business School Press, 1988.
5. Klein, Maury. The Life and Legend of E.H. Harriman. Chapel Hill, NC: University of North Carolina Press, 2000.
6. Martin, Albro. James J. Hill and the Opening of the Northwest. New York: Oxford University Press, 1976.
7. "Burlington Route Historical Society"
8. "North American Railroad Slogans"